# Kvadrat
A Kvadrat egy 2013-ban készült egész estés dokumentumfilm, melyet Anatoly Ivanov írt, rendezett és társproducerként forgatott. A film valószerűen tárja fel a techno-DJ foglalkozást, Andrey Pushkarev orosz DJ példája nyomán. Az útifilm és zene videóklip hibridjeként készült Kvadrat nem csak az éjszakai klubok emelkedett hangulatát illusztrálja, hanem felfedi ennek a hivatásnak a kevésbé ismert oldalát is. A Svájcban, Franciaországban, Magyarországon, Romániában és Oroszországban forgatott filmből kimaradtak a tipikus dokumentumfilm elemek: nincsenek interjúk, nincs magyarázó narratív szöveg, nincsenek tények, nincsenek adatok. A bőséges techno zene kapja a legfőbb prioritást, a részletes értelmezés pedig a nézőre marad.
Filmipari szempontok alapján figyelemre méltó a Kvadrat megkülönböztető színes képi világa, a bonyolult hang-dizájn, a részletekre fordított figyelem és a hagyományos drámai struktúra teljes hiánya, és hogy mindezt alacsony költségvetéssel sikerült elérni.

## Cselekmény
DJ Andrey Pushkarev moszkvai lakásán ébred, bepakolja lemezeit egy gurulótáskába, és indul Domodedovo nemzetközi repülőtérre, hogy Zürichbe repüljön. Megérkezésekor üdvözli a promoter a Supermaket klubból. Épp hogy elalszik a hotelban, az ébresztőóra durva hangja kelti. Felöltözik és dolgozni indul az éjszaka közepén. Miután befejezi DJ szettjét, elhagyja a klubot, hogy felszálljon a Genfbe tartó vonatra. Útközben ahelyett, hogy az alpesi tájat csodálná, alszik.
Egy genfi barátnál tett rövid látogatás után  repülőre száll Moszkvába. E képen fejezi be az első „történetloop”-ot, amit kis változtatásokkal ismétel az egész film során, a techno zene „loop”-jainak metaforájaként.
Moszkvai lakásán gyorsan válaszol a foglalási felkérésekre Skype-on, majd átnézi hatalmas technolemez-gyűjteményét, hogy felkészüljön elkövetkező fellépéseire. Gyors borotválkozás, és már indul is taxival a vasúti pályaudvarra, ahol felszáll a vonatra Szentpétervár felé.
Már Szentpéterváron, egy barátja lakásán várakozik, közben a Beatport zenekínálatából szemezget. Napnyugtakor autóval viszik a Barakobamabarba, ahol lead egy szettet. Hajnalban barátai kísérik a metróhoz a szentpétervári belvároson át; egyikük alig áll a lábán a sok ital miatt. Pushkarev ezután metróval megy vissza a pályaudvarra.
Újra Moszkvában és újra kezdődik a „történetloop”. Egy barátjánál tesz látogatást, és miközben teát iszogat, megvitatják álmát a napközben tartott technozenei rendezvényekről, és hogy hogyan hozhatnák közelebb a technoclub-ipart egy egészséges életstílushoz.
Rövid metrózás után a moszkvai Mir nevű kultikus klubban játszik, majd Genfbe repül ismét. Ott megint ugyanarra a vonatra száll, csak épp az ellenkező irányba, Olten felé Bern városán keresztül. Üdvözli a klub promótere, egyenesen a helyi Terminus klubba megy, ahol technikai probléma nehezíti a fellépést. A Technics SL-1210 lemezjátszó nem kapcsolja a lejátszás fordulatszámát percenkénti 45-ről 33-ra. Később a klub egyik technikusa beveri könyökét a lemezjátszó hangkarjába. Fáradtan megy Pushkarev egy taxival a hotelba, ahol átnézi a beérkezett felkéréseket laptopján.
Reggel az úticél Lausanne, ahová vonattal megy, hogy itt átszálljon a Párizsba tartó TGV gyorsvasútra. A 4 Éléments bárban lép fel, majd folytatja útját a Zürichi SWISS hub-reptérre, ahol gépre ül Budapest felé.
Budapesten a helyi stáb társaságában az úticél Kecel. A Korona klub masszív közönségének zenél. A visszaúton Budapest felé alszik a kocsiban, így elszalasztja a karácsonyi díszbe öltöztetett belváros látványát, és csupán néhány órája marad összepakolni a hotelban, mielőtt ismét repülőre ül, és újrakezdődik a „loop”.
Visszarepül Zürichbe, ahol átszáll a bukaresti járatra.
Felveszik a reptéren, az új cél Craiova. Minden pihenés nélkül játszik a Krypton klub falai közt.
Másnap, úton a kolozsvári Midi klub felé, az autóban alszik, közben odakint Románia történelmének egyik legpusztítóbb hóvihara tombol. Eksztatikus tömeg előtt játszik, hogy utána újra ugyanabban az ütött-kopott BMW-ben ébredjen, amint szeli át a telet.
Végül megérkezik a tengerpartra. A hullámokat és az alkonyt bámulja. Csendben elsétál, hátrahagyva lemezekkel teli táskáját a parton.

## Gyártás
A költségmegszorítások miatt Anatoly Ivanov dolgozott a filmen mint író, társproducer, rendező, operatőr, szerkesztő és mint hangmérnök.

### Előkészítés
Anatoly Ivanov formálta meg a Kvadrat ötletét nem sokkal az után, hogy 2011 februárjában befejezett egy Hongkongban rendezett privát harcművészeti találkozóról készített, rögtönzött 30 perces rövidfilmet kantoni nyelven. Azt javasolta Andrey Pushkarevnek, amikor a rendező párizsi otthonában találkoztak, hogy készítsenek egy dokumentumfilmet, amely valósághűen ábrázolja a DJ-ket.
Anatoly Ivanov Yury Rysevvel társult, hogy magánpénzből finanszírozzák a projektet. Kezdésnek elszámolták a teljes szükséges összeget az ötszörösével. A drasztikus költségvágás öt országban való munkát tett lehetővé, az apró büdzsé ellenére, ami részben azoknak köszönhető, akik vállalkoztak rá, hogy anyagi térítés nélkül segítsék a projektet.

### Helyszínek
A Kvadrat exkluzív helyszíneken forgott:
- Svájc
  - Zürich
  - Genf
  - Olten
- Franciaország
  - Párizs
  - Marseille
- Magyarország
  - Budapest
  - Kecel
- Románia
  - Bukarest
  - Craiova
  - Kolozsvár
- Oroszország
  - Moszkva
  - Szentpétervár
  - Izsevszk, Udmurtföld
  - Votkinszk, Udmurtföld
  - Stepanovo, Udmurtföld

A SWISS és Izsavia légitársaságok menetrend szerinti járatai, vasúton a SBB CFF FFS, RZSD járatai, a genfi TPG, valamint a szentpétervári és a moszkvai metró.

### Forgatás
A forgatás 2011. augusztus 27-én kezdődött, 2012. július 16-án fejeződött be, és 55 napot vett igénybe (ha azokat a napokat számoljuk, amikor forgott a kamera).
A film 1080p HD formátumban lett rögzítve egy pár Canon 1D mark IV kamerával és mindössze két Canon lencsével.
Anatoly Ivanov egyszemélyes stábként fényképezte a filmet és vette fel a hangot, a teljes felszerelést magán hordozva. Mellőzte a dolly, kamera daru, steadicam, állvány, csúszók és autós rögzítők használatát, így a Kvadrat teljes egészében kézi platformon készült. Kiegészítő világítást sem használt.

### Vágás és utómunkálatok
A vágás a forgatás befejezése után rögtön megkezdődött, a használt program a Final Cut Pro X. Egy teljes évig tartott Genfben és olyan technikai problémák nehezítették, mint a hibás pixelek korrigálása vagy az elégtelen számítógépes hardver (egy 2011 MacBook Pro és egy Sony MDR7506 fejhallgató).

### Zene
A film 35 zeneszámot tartalmaz DJ Pushkarev repertoárjából, bemutatva a techno zene szubkategóriáit, a deep house-tól a dub techno-ig, a minimal techno-n és elektro-n át:
1. “Abyss” by Manoo – Deeply Rooted House, 2008
2. “Direct” by Kris Wadsworth – NRK Sound Division, 2009
3. “La Grippe (Helly Larson Remix)” by George Soliis – Wasabi, 2011
4. “Air” by Havantepe – Styrax Leaves, 2007
5. “Mauna Loa” by Mick Rubin – Musik Gewinnt Freunde, 2009
6. “Soul Sounds (Freestyle Man Original Dope Remix)” by Sasse – Moodmusic, 2005
7. “Tammer (David Duriez Remix From Da Vault)” by Phonogenic – 20:20 Vision, 2000
8. “Track B1” by Slowhouse Two – Slowhouse Recordings, 2008
9. “Post” by Claro Intelecto – Modern Love, 2011
10. “Acid Face” by Scott Findley – Iron Box Music, 2003
11. “Warriors” by Two Armadillos – Secretsundaze Music, 2007
12. “Grand Theft Vinyl (JV Mix)” by Green Thumb vs JV – So Sound Recordings, 2004
13. “Tobacco (Alveol Mix)” by Kiano Below Bangkok – Only Good Shit Records, 2011
14. “When The Dark Calls” by Pop Out and Play – Alola, 2001
15. “Circular Motion (Vivid)” by Christian Linder – Phono Elements, 2002
16. “Blacktro (Demo 1)” by Jerome Sydenham and Joe Claussell – UK Promotions, 2007
17. “Green Man” by Mr. Bizz – Deepindub.org, 2008
18. “Tahiti” by Ben Rourke – Stuga Musik, 2011
19. “Willpower” by Joshua Collins – Prolekult, 2002
20. “Lullaby For Rastko (Herb LF Remix)” by Petkovski – Farside, 2011
21. “Agape Dub” by Luke Hess – Modelisme Records, 2009
22. “Glacial Valley” by Makam – Pariter, 2011
23. “The Time” by Vizar – Jato Unit Analog, 2011
24. “Libido” by Sean Palm and Charlie Mo – Railyard Recordings, 2008
25. “Ahck (Jichael Mackson Remix)” by Minilogue – Wir, 2007
26. “Altered State (Artificial Remix)” by Jason Vasilas – Tangent Beats, 2004
27. “Modern Times (Dub Mix)” by Hatikvah – Baalsaal, 2009
28. “That Day (Loudeast Black Label Remix)” by DJ Grobas – Thrasher Home Recordings, 2004
29. “The Hills (John Selway Dub)” by Filippo Mancinelli and Allen May – Darkroom Dubs, 2011
30. “Running Man” by Petar Dundov – Music Man Records, 2007
31. “Ice” by Monolake – Imbalance Computer Music, 2000
32. “Lucky Punch” by Peter Dildo – Trackdown Records, 2006
33. “Live Jam 1” by Rhauder – Polymorph, 2011
34. “Can U Hear Shapes?” by Pop Out and Play – Alola, 2001
35. “Be No-One” by Charles Webster – Statra Recordings, 2001

## Témák
A DJ munka nyilvánvaló arculatai mellett a Kvadrat kevésbé ismert témákkal is foglalkozik: DJ utazás, fáradtság, alvás nélkülözése, önpusztítás, abszurditás, magány, a művészet célja és sztereotípiák a művészről.

## Műfaj
Anatoly Ivanov az útifilm és a zenés videó műfajokat kombinálva hozott létre egy modern techno musicalt nem sok dialógussal. Szándékosan alkalmazott a feltáró filmekre nem jellemző esztétikát és elhagyta a dokumentum kliséket hogy ezek által egy harmadik kategóriát teremtsen. Más szóval, egy olyan dokumentumfilmet hozott létre amely olyan alkotói eszközöket használ mint a metaforák és szimbólumok, melyekkel eszméket kommunikál, emóciókat provokál és kérdéseket ébreszt, ahelyett hogy megvilágítaná, majd megrendezett interjúkkal és narrációval megadná a választ.

## Bemutató
A film csendben jelent meg 720p minőségben a Vimeo videó megosztón, 2013, október 17-én angol franciául és orosz felirattal, begyűjtve 53 000 lejátszást (2014 szeptemberéig, nem összetévesztendő a letöltéssel). Moziban 2K DCP-ként került bemutatásra a Kommt Zusammen fesztivál során aminek a helyszíne Rostock, Németország volt, 2014 április 18-án.

## Fogadtatás
A nyilvánosság és a sajtó meglepődött a csendes, marketing kampány nélküli megjelenéstől.
A kritikák elismerték esztétikáját, atmoszféráját, zeneiségét és a film meditatív jellegét, realisztikus természetét. Valamint azt hogy a tradicionális interjúk elhagyása mellett döntött és innovatív vágást adoptált.